# Partecosta fuscolutea
Partecosta fuscolutea é uma espécie de gastrópode do gênero Partecosta, pertencente a família Terebridae.